# Hydnocarpus alcalae
Hydnocarpus alcalae är en tvåhjärtbladig växtart som beskrevs av C. Dc.. Hydnocarpus alcalae ingår i släktet Hydnocarpus och familjen Achariaceae. Inga underarter finns listade i Catalogue of Life.